# División de Honor de rugby 2016-17
La División de Honor de rugby 2016-17 es la 50.ª edición de la competición. El torneo lo organiza la Federación Española de Rugby. La competición dio comienzo oficialmente el 18 de septiembre de 2016, aunque hubo partidos adelantados tanto el 11 como el 17 de septiembre. Su calendario regular durará hasta el 28 de mayo de 2017.
Para esta temporada se produjo el regreso del Ciencias Fundación Cajasol, club que había descendido de categoría dos temporadas antes, rompiendo una racha de ocho años en División de Honor, a la que vuelve para esta temporada. Por otro lado, el Rugby Pozuelo descendió a División de Honor B al haber quedado en la última posición de la tabla en la temporada anterior.
Al inicio de la temporada, el presidente de la Federación, Alfonso Feijoo, comunicó que se estaban llevando a cabo muchas labores por parte de la Federación con el fin de que, en vista de la aceptación creciente del rugby en España, la División de Honor fuese retransmitida por televisión. El 20 de enero de 2017 se cierra el acuerdo con Eurosport 2 para la emisión del mejor partido de cada jornada los domingos por la mañana, así como los play-offs por el título y la Copa del Rey.

## Sistema de competición
El sistema de competición es una liga regular a dos vueltas (partidos de ida y vuelta) de 12 equipos. Los seis mejores clasificados al finalizar las veintidós jornadas de temporada regular se jugarán el título en los play-offs. Primer y segundo clasificados accederán directamente a semifinales mientras que tercero, cuarto, quinto y sexto, jugarán una fase previa para acceder a ellas. Este sistema da un total de 22 jornadas de liga y ciento treinta y dos partidos, más cinco de play-off, además de un partido especial para dirimir el ascenso o descenso de categoría de uno de los equipos (jugado entre el undécimo de División de Honor y el segundo de División de Honor B).

### Sistema de puntuación
- Cada victoria suma 4 puntos.
- Cada empate suma 2 puntos.
- Cinco ensayos en un partido suma 1 punto de bonus ofensivo.
- Perder por una diferencia de siete puntos o inferior suma 1 punto de bonus defensivo.

### Ascensos y descensos
Desde la temporada 2011-2012 el sistema de ascensos y descensos es el siguiente:
- Descenso directo para el último clasificado al final de las veintidós jornadas.
- Promoción para el penúltimo clasificado al final de las veintidós jornadas.
- Ascenso directo del ganador de la eliminatoria de División de Honor B.
- Promoción de ascenso para el segundo clasificado de la eliminatoria.

## Equipos
| Equipo                     | Ciudad                                | Estadio                       | Entrenador                     |
| -------------------------- | ------------------------------------- | ----------------------------- | ------------------------------ |
| Ciencias Fundación Cajasol | Sevilla                               | Estadio de La Cartuja         | Juan González                  |
| Senor Independiente Rugby  | Santander (Cantabria)                 | Campo de San Román            | Tristán Moziman                |
| SilverStorm El Salvador    | Valladolid                            | Campos de Pepe Rojo           | Juan Carlos Pérez              |
| VRAC Quesos Entrepinares   | Valladolid                            | Campos de Pepe Rojo           | Diego Merino                   |
| F.C. Barcelona             | Barcelona                             | La Teixonera                  | Javier Soler                   |
| UE Santboiana              | San Baudilio de Llobregat (Barcelona) | Estadi Baldiri Aleu           | Ricard Martinena Royo          |
| Sanitas Alcobendas Rugby   | Alcobendas (Madrid)                   | Campo de Las Terrazas         | José Ignacio "Tiki" Inchausti  |
| Complutense Cisneros       | Madrid                                | Estadio Nacional Complutense  | Daniel Vinuesa                 |
| AMPO Ordizia R.E.          | Ordicia (Guipúzcoa)                   | Estadio Municipal de Altamira | Iñigo Marotias Aritz Garmendia |
| Bizkaia Gernika R.T.       | Guernica y Luno (Vizcaya)             | Campo de Urbieta              | Eduardo Maidagan               |
| Getxo Artea R.T.           | Guecho (Vizcaya)                      | Campo de Rugby Fadura         | Simon Hafoka                   |
| Hernani C.R.E.             | Hernani (Guipúzcoa)                   | Landare Toki                  | Patrick Polidori               |

### Equipos por comunidades autónomas
Como en casi todas las competiciones oficiales de rugby en España, se puede apreciar como la mayoría de los equipos pertenecen a zonas del Norte de España, aspecto que esta temporada será relativamente mitigado por el regreso a la máxima categoría del Ciencias Fundación Cajasol de Sevilla (Andalucía).
| Comunidad autónoma  | N.º | Equipos                                                                | Mapa |
| ------------------- | --- | ---------------------------------------------------------------------- | --- |
| País Vasco          | 4   | Getxo Artea R.T. Bizkaia Gernika R.T. AMPO Ordizia R.E. Hernani C.R.E. | Getxo Artea R.T. Bizkaia Gernika R.T. Hernani C.R.E. UE Santboiana Complutense Cisneros Ciencias Fundación Cajasol AMPO Ordizia R.E. Sanitas Alcobendas Rugby F.C. Barcelona VRAC Quesos Entrepinares SilverStorm El Salvador Senor Independiente Rugby |
| Comunidad de Madrid | 2   | Complutense Cisneros Sanitas Alcobendas Rugby                          | Getxo Artea R.T. Bizkaia Gernika R.T. Hernani C.R.E. UE Santboiana Complutense Cisneros Ciencias Fundación Cajasol AMPO Ordizia R.E. Sanitas Alcobendas Rugby F.C. Barcelona VRAC Quesos Entrepinares SilverStorm El Salvador Senor Independiente Rugby |
| Castilla y León     | 2   | SilverStorm El Salvador VRAC Quesos Entrepinares                       | Getxo Artea R.T. Bizkaia Gernika R.T. Hernani C.R.E. UE Santboiana Complutense Cisneros Ciencias Fundación Cajasol AMPO Ordizia R.E. Sanitas Alcobendas Rugby F.C. Barcelona VRAC Quesos Entrepinares SilverStorm El Salvador Senor Independiente Rugby |
| Cataluña            | 2   | F.C. Barcelona UE Santboiana                                           | Getxo Artea R.T. Bizkaia Gernika R.T. Hernani C.R.E. UE Santboiana Complutense Cisneros Ciencias Fundación Cajasol AMPO Ordizia R.E. Sanitas Alcobendas Rugby F.C. Barcelona VRAC Quesos Entrepinares SilverStorm El Salvador Senor Independiente Rugby |
| Andalucía           | 1   | Ciencias Fundación Cajasol                                             | Getxo Artea R.T. Bizkaia Gernika R.T. Hernani C.R.E. UE Santboiana Complutense Cisneros Ciencias Fundación Cajasol AMPO Ordizia R.E. Sanitas Alcobendas Rugby F.C. Barcelona VRAC Quesos Entrepinares SilverStorm El Salvador Senor Independiente Rugby |
| Cantabria           | 1   | Senor Independiente Rugby                                              | Getxo Artea R.T. Bizkaia Gernika R.T. Hernani C.R.E. UE Santboiana Complutense Cisneros Ciencias Fundación Cajasol AMPO Ordizia R.E. Sanitas Alcobendas Rugby F.C. Barcelona VRAC Quesos Entrepinares SilverStorm El Salvador Senor Independiente Rugby |

## Clasificación
Actualizado a últimos partidos disputados el 2 de mayo de 2017.
|  |     | Equipos                    | PJ | PG | PE | PP | GF  | GC  | DT   | EF  | EC  | BO | BD | Pts |
|  | --- | -------------------------- | -- | -- | -- | -- | --- | --- | ---- | --- | --- | -- | -- | --- |
|  | 1.  | SilverStorm El Salvador    | 22 | 19 | 0  | 3  | 796 | 401 | +395 | 112 | 46  | 15 | 2  | 93  |
|  | 2.  | VRAC Quesos Entrepinares   | 22 | 19 | 0  | 3  | 878 | 337 | +541 | 123 | 42  | 16 | 1  | 93  |
|  | 3.  | Sanitas Alcobendas Rugby   | 22 | 16 | 0  | 6  | 741 | 453 | +288 | 98  | 55  | 11 | 2  | 77  |
|  | 4.  | UE Santboiana              | 22 | 15 | 0  | 7  | 743 | 465 | +278 | 98  | 61  | 13 | 3  | 76  |
|  | 5.  | Complutense Cisneros       | 22 | 13 | 0  | 9  | 613 | 528 | +85  | 90  | 72  | 13 | 1  | 66  |
|  | 6.  | Senor Independiente Rugby  | 22 | 12 | 0  | 10 | 563 | 694 | -131 | 67  | 94  | 9  | 1  | 58  |
|  | 7.  | AMPO Ordizia R.E.          | 22 | 10 | 0  | 12 | 491 | 493 | -2   | 56  | 60  | 8  | 3  | 51  |
|  | 8.  | Bizkaia Gernika R.T        | 22 | 9  | 0  | 13 | 479 | 538 | -59  | 63  | 68  | 9  | 4  | 49  |
|  | 9.  | Hernani C.R.E.             | 22 | 7  | 0  | 15 | 351 | 608 | -257 | 46  | 85  | 3  | 4  | 35  |
|  | 10. | F.C. Barcelona             | 22 | 5  | 0  | 17 | 459 | 739 | -280 | 61  | 102 | 5  | 4  | 29  |
|  | 11. | Getxo Artea R.T.           | 22 | 4  | 1  | 17 | 432 | 790 | -358 | 56  | 110 | 6  | 3  | 27  |
|  | 12. | Ciencias Fundación Cajasol | 22 | 2  | 1  | 19 | 368 | 868 | -500 | 51  | 126 | 5  | 5  | 20  |

Pts = Puntos totales; PJ = Partidos Jugados; G = Partidos Ganados; E = Partidos Empatados; P = Partidos Perdidos; GF = Goles a favor; GC = Goles en contra; DT = Diferencia de goles; EF = Ensayos a favor; EF = Ensayos en contra; BO = Bonus ofensivos; BD = Bonus defensivos
|  | Clasificados directamente a semifinales de la eliminatoria por el título |
|  | Clasificados para el play off por el título                              |
|  | Promoción de descenso a División de Honor B                              |
|  | Descenso a División de Honor B                                           |
|  | Campeón 2016/17                                                          |
|  | Semifinalista                                                            |
|  | Descendido para la temporada 2017/18                                     |

## Resultados
Los horarios corresponden a la CET (Hora Central Europea) UTC+1 en horario estándar y UTC+2 en horario de verano.

### Fase regular

#### Primera vuelta
| UE Santboiana           | 31 - 10 | FC Barcelona               | Estadi Baldiri Aleu           | 17 de septiembre | 16:00 |
| CR Complutense Cisneros | 66 - 3  | Ciencias Fundación Cajasol | Campo de Puerta del Hierro    | 17 de septiembre | 16:00 |
| Bizkaia Gernika RT      | 13 - 17 | VRAC Quesos Entrepinares   | Estadio de Urbieta            | 17 de septiembre | 17:00 |
| AMPO Ordizia RE         | 15 - 23 | Alcobendas Rugby           | Estadio Municipal de Altamira | 18 de septiembre | 12:00 |
| Independiente RC        | 19 - 15 | Hernani CRE                | Campo de San Román            | 18 de septiembre | 12:30 |
| CR El Salvador          | 69 - 0  | Getxo Artea RT             | Campos de Pepe Rojo           | 18 de septiembre | 13:00 |

| Getxo Artea RT             | 18 - 39 | AMPO Ordizia RE         | Campo de Fadura         | 24 de septiembre | 17:00 |
| Hernani CRE                | 10 - 29 | CR Complutense Cisneros | Landare Toki            | 24 de septiembre | 17:00 |
| Ciencias Fundación Cajasol | 42 - 33 | Bizkaia Gernika RT      | Campo de Los Bermejales | 24 de septiembre | 18:00 |
| FC Barcelona               | 10 - 36 | CR El Salvador          | Campo de Texoneira      | 25 de septiembre | 11:30 |
| Alcobendas Rugby           | 46 - 10 | Independiente RC        | Campo de Las Terrazas   | 25 de septiembre | 12:30 |
| VRAC Quesos Entrepinares   | 36 - 14 | UE Santboiana           | Campos de Pepe Rojo     | 25 de septiembre | 12:30 |

| Alcobendas Rugby   | 63 - 26 | Getxo Artea RT             | Valle de Laz Terrazas         | 1 de octubre | 16:00 |
| AMPO Ordizia RE    | 51 - 14 | FC Barcelona               | Estadio Municipal de Altamira | 2 de octubre | 12:00 |
| UE Santboiana      | 33 - 22 | Ciencias Fundación Cajasol | Estadi Baldiri Aleu           | 2 de octubre | 12:00 |
| Bizkaia Gernika RT | 14 - 11 | Hernani CRE                | Campo de Urbieta              | 2 de octubre | 12:00 |
| CR El Salvador     | 23 - 15 | VRAC Quesos Entrepinares   | Campos de Pepe Rojo           | 2 de octubre | 12:30 |
| Independiente RC   | 35 - 27 | CR Complutense Cisneros    | Campos de San Román           | 2 de octubre | 12:30 |

| Ciencias Fundación Cajasol | 22 - 31 | CR El Salvador     | Estadio de La Cartuja   | 11 de septiembre | 12:00 |
| FC Barcelona               | 17 - 61 | Alcobendas Rugby   | La Teixonera            | 15 de octubre    | 16:30 |
| Getxo Artea RT             | 26 - 33 | Independiente RC   | Campo de Fadura         | 15 de octubre    | 17:00 |
| CR Complutense Cisneros    | 45 - 24 | Bizkaia Gernika RT | Campo de «XV Hortaleza» | 15 de octubre    | 17:00 |
| Hernani CRE                | 17 - 34 | UE Santboiana      | Campo de Landare Toki   | 16 de octubre    | 12:00 |
| VRAC Quesos Entrepinares   | 55 - 18 | AMPO Ordizia RE    | Campos de Pepe Rojo     | 16 de octubre    | 12:30 |

| AMPO Ordizia RE  | 39 - 13 | Ciencias Fundación Cajasol | Estadio Municipal de Altamira | 23 de octubre   | 11:30 |
| Getxo Artea RT   | 17 - 24 | FC Barcelona               | Campo de Fadura               | 23 de octubre   | 12:30 |
| Alcobendas Rugby | 28 - 17 | VRAC Quesos Entrepinares   | Campo de rugby Las Terrazas   | 23 de octubre   | 12:30 |
| UE Santboiana    | 37 - 22 | CR Complutense Cisneros    | Estadi Baldiri Aleu           | 23 de octubre   | 12:30 |
| Independiente RC | 22 - 23 | Bizkaia Gernika RT         | Campo de San Román            | 23 de octubre   | 12:30 |
| CR El Salvador   | 50 - 8  | Hernani CRE                | Campos de Pepe Rojo           | 19 de noviembre | ?     |

| Ciencias Fundación Cajasol | 22 - 29 | Alcobendas Rugby | Estadio La Cartuja    | 29 de octubre | 16:00 |
| Hernani CRE                | 23 - 8  | AMPO Ordizia RE  | Campo de Landare Toki | 29 de octubre | 16:00 |
| VRAC Quesos Entrepinares   | 68 - 35 | Getxo Artea RT   | Campo de Pepe Rojo    | 29 de octubre | 16:30 |
| Bizkaia Gernika RT         | 24 - 35 | UE Santboiana    | Campo de Urbieta      | 30 de octubre | 12:00 |
| FC Barcelona               | 30 - 34 | Independiente RC | Campo de La Teixonera | 30 de octubre | 12:30 |
| CR Complutense Cisneros    | 23 - 17 | CR El Salvador   | Estadio Central       | 30 de octubre | 12:30 |

| Getxo Artea RT   | 10 - 5  | Ciencias Fundación Cajasol | Campo de Fadura               | 5 de noviembre | 17:00 |
| CR El Salvador   | 11 - 6  | Bizkaia Gernika RT         | Campo de Pepe Rojo            | 5 de noviembre | 17:00 |
| Alcobendas Rugby | 38 - 5  | Hernani CRE                | Campo de Dehesa Boyal         | 6 de noviembre | 12:00 |
| AMPO Ordizia RE  | 26 - 29 | CR Complutense Cisneros    | Estadio Municipal de Altamira | 6 de noviembre | 12:00 |
| FC Barcelona     | 5 - 28  | VRAC Quesos Entrepinares   | Campo de La Teixonera         | 6 de noviembre | 12:30 |
| Independiente RC | 19 - 17 | UE Santboiana              | Campo de San Román            | 6 de noviembre | 12:30 |

| Bizkaia Gernika RT         | 24 - 6  | AMPO Ordizia RE         | Campo de Urbieta      | 12 de noviembre | 16:00 |
| Ciencias Fundación Cajasol | 27 - 18 | FC Barcelona            | Estado de la Cartuja  | 13 de noviembre | 12:00 |
| Hernani CRE                | 23 - 13 | Getxo Artea RT          | Campo de Landare Toki | 13 de noviembre | 12:00 |
| UE Santboiana              | 32 - 27 | CR El Salvador          | Estadi Baldiri Aleu   | 13 de noviembre | 12:00 |
| VRAC Quesos Entrepinares   | 29 - 20 | Independiente RC        | Campos de Pepe Rojo   | 13 de noviembre | 12:30 |
| Alcobendas Rugby           | 27 - 11 | CR Complutense Cisneros | Campo de las Terrazas | 13 de noviembre | 12:30 |

| Alcobendas Rugby         | 28 - 20 | Bizkaia Gernika RT         | Campo de Dehesa Boyal         | 26 de noviembre | 16:00 |
| Getxo Artea RT           | 27 - 18 | CR Complutense Cisneros    | Campo de Fadura               | 26 de noviembre | 17:00 |
| AMPO Ordizia RE          | 36 - 20 | UE Santboiana              | Estadio Municipal de Altamira | 27 de enero     | 12:00 |
| VRAC Quesos Entrepinares | 57 - 14 | Ciencias Fundación Cajasol | Campos de Pepe Rojo           | 27 de enero     | 12:30 |
| FC Barcelona             | 30 - 18 | Hernani CRE                | Campo de la Teixonera         | 27 de enero     | 12:30 |
| Independiente RC         | 17 - 47 | CR El Salvador             | Campo de San Román            | 27 de enero     | 12:30 |

| Hernani CRE             | 7 - 41  | VRAC Quesos Entrepinares   | Campo de Landare Toki | 3 de diciembre | 16:00 |
| CR Complutense Cisneros | 34 - 27 | FC Barcelona               | Estadio Central       | 3 de diciembre | 16:00 |
| Bizkaia Gernika RT      | 37 - 18 | Getxo Artea RT             | Campo de Urbieta      | 3 de diciembre | 16:00 |
| Independiente RC        | 44 - 18 | Ciencias Fundación Cajasol | Campo de San Román    | 4 de diciembre | 12:30 |
| UE Santboiana           | 38 - 7  | Alcobendas Rugby           | Estadi Baldiri Aleu   | 4 de diciembre | 12:30 |
| CR El Salvador          | 36 - 18 | AMPO Ordizia RE            | Campo de Pepe Rojo    | 4 de diciembre | 12:30 |

| Ciencias Fundación Cajasol | 12 - 17 | Hernani CRE             | Campo de Urbieta              | 11 de diciembre       | 11:00 |
| FC Barcelona               | 13 - 20 | Bizkaia Gernika RT      | Campo de La Teixonera         | 11 de diciembre       | 12:00 |
| Getxo Artea RT             | 21 - 20 | UE Santboiana           | Campo de Fadura               | 11 de diciembre       | 12:00 |
| AMPO Ordizia RE            | 38 - 24 | Independiente RC        | Estadio Municipal de Altamira | 11 de diciembre       | 12:00 |
| VRAC Quesos Entrepinares   | 31 - 5  | CR Complutense Cisneros | Campos de Pepe Rojo           | 11 de diciembre       | 12:30 |
| Alcobendas Rugby           | 25 - 29 | CR El Salvador          | Campo de Dehesa Boyal         | 12 de febrero de 2017 | 16:30 |

#### Segunda vuelta
| FC Barcelona               | 33 - 56  | UE Santboiana           | Campo de La Teixonera     | 17 de diciembre    | 11:30 |
| Ciencias Fundación Cajasol | 24 - 26  | CR Complutense Cisneros | Estadio de La Cartuja     | 17 de diciembre    | 15:30 |
| Hernani CRE                | 18 - 22  | Independiente RC        | Campo de Landare Toki     | 17 de diciembre    | 16:00 |
| VRAC Quesos Entrepinares   | 34 - 7   | Bizkaia Gernika RT      | Campo de Pepe Rojo        | 17 de diciembre    | 16:30 |
| Alcobendas Rugby           | 34 - 18  | AMPO Ordizia RE         | Campo de Puerta de Hierro | 18 de diciembre    | 11:00 |
| CR El Salvador             | Aplazado | Getxo Artea RT          | Por determinar            | 5 de marzo de 2017 | ?     |

| CR Complutense Cisneros | 50 - 19 | Hernani CRE                | Estadio Central               | 8 de enero | 16:00 |
| Bizkaia Gernika RT      | 27 - 13 | Ciencias Fundación Cajasol | Campo de Urbieta              | 8 de enero | 17:00 |
| AMPO Ordizia RE         | 25 - 10 | Getxo Artea RT             | Estadio Municipal de Altamira | 8 de enero | 12:00 |
| UE Santboiana           | 28 - 31 | VRAC Quesos Entrepinares   | Estadi Baldiri Aleu           | 8 de enero | 12:00 |
| Independiente RC        | 19 - 55 | Alcobendas Rugby           | Campo de San Román            | 8 de enero | 12:30 |
| CR El Salvador          | 44 - 19 | FC Barcelona               | Campo de Pepe Rojo            | 8 de enero | 12:30 |

| Getxo Artea RT             | 11 - 28  | Alcobendas Rugby   | Campo de Fadura       | 22 de enero    | 12:00 |
| Ciencias Fundación Cajasol | 15 - 52  | UE Santboiana      | Estadio de La Cartuja | 22 de enero    | 12:00 |
| FC Barcelona               | 17 - 24  | AMPO Ordizia RE    | Campo de La Teixonera | 22 de enero    | 12:00 |
| CR Complutense Cisneros    | 29 - 15  | Independiente RC   | Campo de San Román    | 22 de enero    | 12:30 |
| VRAC Quesos Entrepinares   | 23 - 24  | CR El Salvador     | Campo de Pepe Rojo    | 22 de enero    | 12:40 |
| Hernani CRE                | Aplazado | Bizkaia Gernika RT | Por determinar        | Por determinar | ?     |

## Resultados en detalle

### Cuadro de resultados
| Clubs         | AlcR  | AORE  | IRC   | BGRT  | CRC   | CRES  | CFC   | FCB   | GART  | HCRE  | UES   | VRAC  |
| ------------- | ----- | ----- | ----- | ----- | ----- | ----- | ----- | ----- | ----- | ----- | ----- | ----- |
| Alcobendas    |       | -     | 46-10 | -     | -     | -     | -     | -     | 63-26 | -     | -     | -     |
| Ordizia       | 15-23 |       | -     | -     | -     | -     | -     | 51-14 | -     | -     | -     | -     |
| Independiente | -     | -     |       | -     | 35-27 | -     | -     | -     | -     | 19-15 | -     | -     |
| Gernika       | -     | -     | -     |       | -     | -     | -     | -     | -     | 14-11 | -     | 13-17 |
| Cisneros      | -     | -     | -     | 45-24 |       | -     | 66-3  | -     | -     | -     | -     | -     |
| El Salvador   | -     | -     | -     | -     | -     |       | -     | -     | 69-0  | -     | -     | 23-15 |
| Ciencias      | -     | -     | -     | 42-33 | -     | 22-31 |       | -     | -     | -     | -     | -     |
| FC Barcelona  | 17-61 | -     | -     | -     | -     | 10-36 | -     |       | -     | -     | -     | -     |
| Getxo         | -     | 18-39 | 26-33 | -     | -     | -     | -     | -     |       | -     | -     | -     |
| Hernani       | -     | -     | -     | -     | 10-29 | -     | -     | -     | -     |       | 17-34 | -     |
| Santboiana    | -     | -     | -     | -     | -     | -     | 33-22 | 31-10 | -     | -     |       | -     |
| Valladolid    | -     | 55-18 | -     | -     | -     | -     | -     | -     | -     | -     | 36-14 |       |

### Evolución de la clasificación
| Club                 | 1  | 2  | 3  | 4  | 5  | 6  | 7  | 8  | 9  | 10 | 11 | 12 | 13 | 14 | 15 | 16 | 17 | 18 | 19 | 20 | 21 | 22 |
| -------------------- | -- | -- | -- | -- | -- | -- | -- | -- | -- | -- | -- | -- | -- | -- | -- | -- | -- | -- | -- | -- | -- | -- |
| Alcobendas Rugby     | 4  | 3  | 2  | 1  | 2  | 1  | 1  | 1  | 1  | 1  | 3  | 2  | 2  | 1  | 1  | 3  | 3  | 3  | 3  | 3  | 3  | 3  |
| Ordizia RE           | 9  | 5  | 4  | 7  | 5  | 7  | 7  | 8  | 7  | 8  | 7  | 7  | 8  | 6  | 7  | 7  | 7  | 7  | 6  | 6  | 7  | 7  |
| Independiente RC     | 6  | 8  | 6  | 6  | 6  | 4  | 6  | 6  | 6  | 6  | 6  | 6  | 6  | 7  | 6  | 6  | 6  | 6  | 7  | 7  | 6  | 6  |
| Gernika RT           | 7  | 9  | 9  | 8  | 8  | 8  | 8  | 7  | 8  | 7  | 8  | 8  | 7  | 8  | 8  | 8  | 8  | 8  | 8  | 8  | 8  | 8  |
| Complutense-Cisneros | 2  | 2  | 3  | 3  | 4  | 5  | 4  | 5  | 5  | 5  | 5  | 5  | 4  | 4  | 4  | 5  | 5  | 5  | 5  | 5  | 5  | 5  |
| El Salvador          | 1  | 1  | 1  | 2  | 1  | 2  | 2  | 3  | 2  | 2  | 1  | 3  | 3  | 2  | 2  | 1  | 1  | 1  | 1  | 1  | 1  | 1  |
| Ciencias             | 11 | 7  | 8  | 9  | 9  | 9  | 10 | 9  | 9  | 9  | 10 | 10 | 10 | 11 | 11 | 12 | 12 | 12 | 12 | 12 | 12 | 12 |
| FC Barcelona         | 10 | 11 | 12 | 12 | 10 | 11 | 12 | 12 | 10 | 10 | 11 | 12 | 12 | 12 | 12 | 10 | 11 | 11 | 11 | 11 | 10 | 10 |
| Getxo RT             | 12 | 12 | 11 | 11 | 11 | 12 | 9  | 11 | 12 | 12 | 12 | 9  | 9  | 10 | 10 | 11 | 10 | 10 | 9  | 10 | 11 | 11 |
| Hernani CRE          | 8  | 10 | 10 | 10 | 12 | 10 | 11 | 10 | 11 | 11 | 9  | 11 | 11 | 9  | 9  | 9  | 9  | 9  | 10 | 9  | 9  | 9  |
| UE Santboiana        | 3  | 6  | 5  | 4  | 3  | 3  | 3  | 2  | 4  | 4  | 4  | 4  | 5  | 5  | 5  | 4  | 4  | 4  | 4  | 4  | 4  | 4  |
| Valladolid RAC       | 5  | 4  | 7  | 5  | 7  | 6  | 5  | 4  | 3  | 3  | 2  | 1  | 1  | 3  | 3  | 2  | 2  | 2  | 2  | 2  | 2  | 2  |

### Cuadro de competición para la Copa
|  | PlayOffs 14 de mayo | PlayOffs 14 de mayo     | PlayOffs 14 de mayo |                          |     | Semifinales 21 de mayo | Semifinales 21 de mayo | Semifinales 21 de mayo |  |     | Final 28 de mayo         | Final 28 de mayo | Final 28 de mayo |  |
|  |                     |                         |                     |                          |     |                        |                        |                        |  |     |                          |                  |                  |  |
|  |                     |                         |                     |                          |     |                        |                        |                        |  |     |                          |                  |                  |  |
|  |                     |                         |                     |                          |     |                        |                        |                        |  |     |                          |                  |                  |  |
|  |                     |                         |                     |                          |     |                        |                        |                        |  |     |                          |                  |                  |  |
|  |                     |                         |                     |                          |     |                        |                        |                        |  |     |                          |                  |                  |  |
|  |                     | 3.º                     | Alcobendas Rugby    | 6                        |     |                        |                        |                        |  |     |                          |                  |                  |  |
|  |                     |                         |                     | 6                        |     |                        |                        |                        |  |     |                          |                  |                  |  |
|  |                     |                         | 2.º                 | VRAC Quesos Entrepinares | 19  |                        |                        |                        |  |     |                          |                  |                  |  |
|  | 3.º                 | Alcobendas Rugby        | 2.º                 | VRAC Quesos Entrepinares | 19  | 47                     |                        |                        |  |     |                          |                  |                  |  |
|  | 3.º                 | Alcobendas Rugby        |                     |                          |     |                        |                        |                        |  |     |                          |                  |                  |  |
|  | 6.º                 | Bathco Independiente    | 24                  |                          |     |                        |                        |                        |  |     |                          |                  |                  |  |
|  | 6.º                 | Bathco Independiente    | 24                  |                          |     |                        |                        |                        |  | 2.º | VRAC Quesos Entrepinares | 15               |                  |  |
|  |                     |                         |                     |                          |     |                        |                        |                        |  | 2.º | VRAC Quesos Entrepinares | 15               |                  |  |
|  |                     |                         | 1.º                 | C.R. El Salvador         | 6   |                        |                        |                        |  |     |                          |                  |                  |  |
|  | 4.º                 | UE Santboiana           | 1.º                 | C.R. El Salvador         | 6   | 39                     |                        |                        |  |     |                          |                  |                  |  |
|  | 4.º                 | UE Santboiana           |                     |                          |     |                        |                        |                        |  |     |                          |                  |                  |  |
|  | 5.º                 | CR Complutense Cisneros | 15                  |                          |     |                        |                        |                        |  |     |                          |                  |                  |  |
|  | 5.º                 | CR Complutense Cisneros | 15                  |                          | 4.º | UE Santboiana          | 16                     |                        |  |     |                          |                  |                  |  |
|  |                     |                         |                     |                          | 4.º | UE Santboiana          | 16                     |                        |  |     |                          |                  |                  |  |
|  |                     |                         | 1.º                 | C.R. El Salvador         | 32  |                        |                        |                        |  |     |                          |                  |                  |  |
|  |                     |                         | 1.º                 | C.R. El Salvador         | 32  |                        |                        |                        |  |     |                          |                  |                  |  |
|  |                     |                         |                     |                          |     |                        |                        |                        |  |     |                          |                  |                  |  |
|  |                     |                         |                     |                          |     |                        |                        |                        |  |     |                          |                  |                  |  |
|  |                     |                         |                     |                          |     |                        |                        |                        |  |     |                          |                  |                  |  |
|  |                     |                         |                     |                          |     |                        |                        |                        |  |     |                          |                  |                  |  |

#### PlayOffspara el título
Los PlayOffs para las semifinales están programados para el 14 de mayo de 2017. Jugándose la semifinal la semana siguiente, el 21 de mayo y la final otra semana después, el 28 de mayo.

#### Bathco Independiente-Alcobendas Rugby
| División de Honor de España (PlayOffs a semifinales); 12:30, 14 de mayo de 2017 | Alcobendas Rugby | 47 - 24 | Senor Independiente | Dehesa Boyal, San Sebastián de los Reyes (Madrid)                |                                                                  |
|                                                                                 | Íñiguez 24' Íñiguez 28' Íñiguez 34' Anaya 64' Newton 75' Martín García 79' Con.: Linklater 20' Linklater 24' Linklater 28' Linklater 34' Linklater 64' Linklater 75' Linklater 79' Pen.: Linklater 48' |         | José García 22' Sehmsdorf 44' Joel Soria 70' Con.: José García 22' José García 44' José García 70' Pen.: José García 33' | Asistencia: ?? ??? espectadores Árbitro(s): David Joaquin Castro | Asistencia: ?? ??? espectadores Árbitro(s): David Joaquin Castro |

| Pasa a semifinales Alcobendas Rugby |

#### UE Santboiana Seat-CR Complutense Cisneros
| División de Honor de España (PlayOffs a semifinales); 12:30, 14 de mayo de 2016 | UE Santboiana Seat | 39 - 15 | CR Complutense Cisneros                                       | Estadio Baldiri Aleu, San Baudilio de Llobregat (Cataluña)      |                                                                 |
|                                                                                 | Truesdale 7' Sturgess 21' Truesdale 24' Sturgess 48' Tauli 68' Moreschi 71' Con.: Woodmass 24' Truesdale 48' Millan 68' Pen.: Millan 55' |         | Soriano 43' Boccardo 52' Con.: Martínez 52' Pen.: Martínez 2' | Asistencia: ?? ??? espectadores Árbitro(s): Iñigo Atorrasagasti | Asistencia: ?? ??? espectadores Árbitro(s): Iñigo Atorrasagasti |

| Pasa a semifinales UE Santboiana |

#### VRAC Quesos Entrepinares-CR Complutense Cisneros
| División de Honor de España (Semifinales); 20 de mayo de 2017 | VRAC Quesos Entrepinares                                                                          | 19 - 6 | Alcobendas Rugby                  | Campo nº1 (Pepe Rojo), Valladolid (Castilla y León)       |                                                           |
|                                                               | Castiglioni 75' Con.: Griffiths 76' Pen.: Griffiths 22' Griffiths 30' Griffiths 61' Griffiths 69' |        | Pen.: Linklater 45' Linklater 50' | Asistencia: ?? ??? espectadores Árbitro(s): Pedro Montoya | Asistencia: ?? ??? espectadores Árbitro(s): Pedro Montoya |

| Pasa a la final: VRAC Quesos Entrepinares |

#### C.R. El Salvador-UE Santboiana
| División de Honor de España (Semifinales); 21 de mayo de 2017 | C.R. El Salvador | 32 - 16 | UE Santboiana                                                        | Campo nº1 (Pepe Rojo), Valladolid (Castilla y León)          |                                                              |
|                                                               | Díaz 33' Graaf 39' Gonzalo Núñez 50' Antoine Sánchez 80' Con.: Graaf 39' Graaf 50' Graaf 80' Pen.: Graaf 44' Graaf 78' |         | Truesdale 59' Con.: Millan 59' Pen.: Millan 4' Millan 63' Millan 71' | Asistencia: ?? ??? espectadores Árbitro(s): Jorge Molpeceres | Asistencia: ?? ??? espectadores Árbitro(s): Jorge Molpeceres |

| Pasa a la final: C.R. El Salvador |

#### C.R. El Salvador-VRAC Quesos Entrepinares
| División de Honor de España (Semifinales); 27 de mayo de 2017 | C.R. El Salvador            | 6 - 15 | VRAC Quesos Entrepinares                                                   | Campo nº1 de Pepe Rojo, Valladolid (Castilla y León)                  |                                                                       |
|                                                               | Pen.: Graaff 26' Graaff 62' |        | Pen.: Griffiths 9' Griffiths 38' Griffiths 47' Griffiths 61' Griffiths 68' | Asistencia: 5 000 aprox. espectadores Árbitro(s): Iñigo Atorrasagasti | Asistencia: 5 000 aprox. espectadores Árbitro(s): Iñigo Atorrasagasti |

| Silverstorm - El Salvador 6 | Silverstorm - El Salvador 6                     | VRAC Quesos Entrepinares 15                     | VRAC Quesos Entrepinares 15 |
| --- | ----------------------------------------------- | ----------------------------------------------- | --- |
| 27 de mayo de 2017 Campo nº1 de Pepe Rojo (~5 000 espectadores) |                                                 |                                                 | |
| 60' Gabriel Fernández | 1                                               | 1                                               | Anae-Ah Sue 75' |
| 58' Daniel Marrón | 2                                               | 2                                               | Pablo Miejimolle 59' |
| 37' Leandro Wozniak | 3                                               | 3                                               | Jody Allen 43' |
| 67' Víctor Sánchez | 4                                               | 4                                               | Ilaitia Henare Kalokalo Gavidi 74' hasta 80' |
| Michael Walker-Fitton | 5                                               | 5                                               | Jakobus Horn 67' |
| Mathew Foulds | 6                                               | 6                                               | José Guillermo Basso 59' |
| 51' Gonzalo Núñez | 7                                               | 7                                               | Matthew Axtens |
| Joe Samuelu | 8                                               | 8                                               | Nathan Paila |
| Juan Ramos | 9                                               | 9                                               | Pablo Gil 70' |
| Johannes Graaff | 10                                              | 10                                              | Álvaro Ferrández 54' |
| Alejandro Sánchez | 11                                              | 11                                              | Guillermo Mateu 75' |
| Thomas Pearce | 12                                              | 12                                              | Gareth "Gass" David Griffiths |
| Raphäel Blanco | 13                                              | 13                                              | Alejandro Alonso |
| Alberto Díaz | 14                                              | 14                                              | Federico Castiglioni |
| 69' Sampie Mastriet | 15                                              | 15                                              | John Wessel Bell |
| Entrenadores |                                                 |                                                 | |
| Juan Carlos Pérez | DT                                              | DT                                              | Diego Merino |
| Suplentes |                                                 |                                                 | |
| 60' Guillermo Villagrá · 37' Manuel Serrano · 67' Fernando González · 51' Gerardo de la Llana · 69' Jaime Mata · Antoine Sánchez · Pablo Reneses · 58' Matthew Smith | 16 17 18 19 20 21 22 23                         | 16 17 18 19 20 21 22 23                         | Alberto Blanco 43' · Pablo Cesar Gutiérrez 75' · Iván Espeso 70' · Daniel Sthör 67' · Álvaro Abril 59' · Alejandro Gutiérrez 75' · Va'a Mailei 54' · Stephen John Barnes 59' |
| Árbitro/s |                                                 |                                                 | |
| Iñigo Atorrasagasti (Comité: ) |                                                 |                                                 | |
| Desarrollo |                                                 |                                                 | |
| (Pen.) Graaff - 3:3 Fin 1ª Parte (Pen.) Graaff - 6:12 FINAL DEL ENCUENTRO                                                                                            | 9' 28' 40'+2' 40'+5' 43' 58' 61' 66' 78' 80'+4' | 9' 28' 40'+2' 40'+5' 43' 58' 61' 66' 78' 80'+4' | 0:3 - "Gaas" (Pen.) · 3:6 - "Gaas" (Pen.) · Fin 1ª Parte · 3:9 - "Gaas" (Pen.) · 3:12 - "Gaas" (Pen.) · 6:15 - "Gaas" (Pen.) · Givaldi · FINAL DEL ENCUENTRO                 |
| |                                                 |                                                 | |
| Ficha del partido |                                                 |                                                 | |